# GeoTime
 (juin 2020).
GeoTime est un logiciel d'analyse géospatiale qui permet l'analyse visuelle des événements dans le temps. Il ajoute le temps à une carte (qui peut inclure la projection 3D de géodonnées d'élévation du terrain ou de tout espace schématique abstrait), permettant aux utilisateurs de voir les changements dans les données de séries chronologiques. Les utilisateurs peuvent visualiser la lecture animée en temps réel des données et utiliser des outils d'analyse automatisés dans le logiciel pour identifier les modèles de localisation, les connexions entre les événements et les tendances.
GeoTime peut importer des données dans de nombreux formats, tels que GPX, Shapefile, KML, Microsoft Excel, CSV, des photos géomarquées et à partir de sources de données en direct via les flux Web GeoRSS et RSS et les serveurs WMS. Il prend en charge la plupart des formats de rapport des opérateurs de télécommunications (CDR), y compris les informations sur les tours / secteurs. Ces fonctionnalités permettent aux utilisateurs d'agréger des données provenant de satellites, de téléphones mobiles, de sites Web de réseaux sociaux, de journaux de serveurs Web et de nombreuses autres sources. GeoTime peut exporter des données vers d'autres logiciels SIG tels que Google Earth et ESRI ArcGIS via le format KML, et vers d'autres applications via CSV, ainsi que capter des vidéos d'animations de données. Une extension ArcGIS est disponible qui permet à GeoTime de fonctionner avec le système d'information géographique ArcGIS populaire avec un partage de données bidirectionnel entre les deux programmes,.
GeoTime a été lauréat du concours de conférence IEEE Visual Analytics Science and Technology (VAST) pendant trois années consécutives.

## Clients
GeoTime a été utilisé par des professionnels de la sécurité publique (y compris la police métropolitaine et la gestion des urgences), les télécommunications, la recherche universitaire, les soins de santé et les services sociaux, et l'armée américaine. Il a été utilisé pour analyser des données provenant de sources aussi diverses que le ski alpin, la surveillance de la grippe, et le suivi GPS de la faune. Une liste de clients est disponible sur le site Web GeoTime.

## Controverse
Les avocats et les militants de la protection de la vie privée se sont demandé si des personnes innocentes pouvaient être suivies par le logiciel, qui a été comparé à un programme informatique du film de science-fiction Minority Report.